# Kloster Klarenthal
Das Kloster Klarenthal ist ein ehemaliges Klarissenkloster und Hauskloster des Hauses Nassau im Wiesbadener Stadtteil Klarenthal. Klarenthal war das einzige Kloster in der heutigen Gemarkung Wiesbaden.

## Klosterzeit

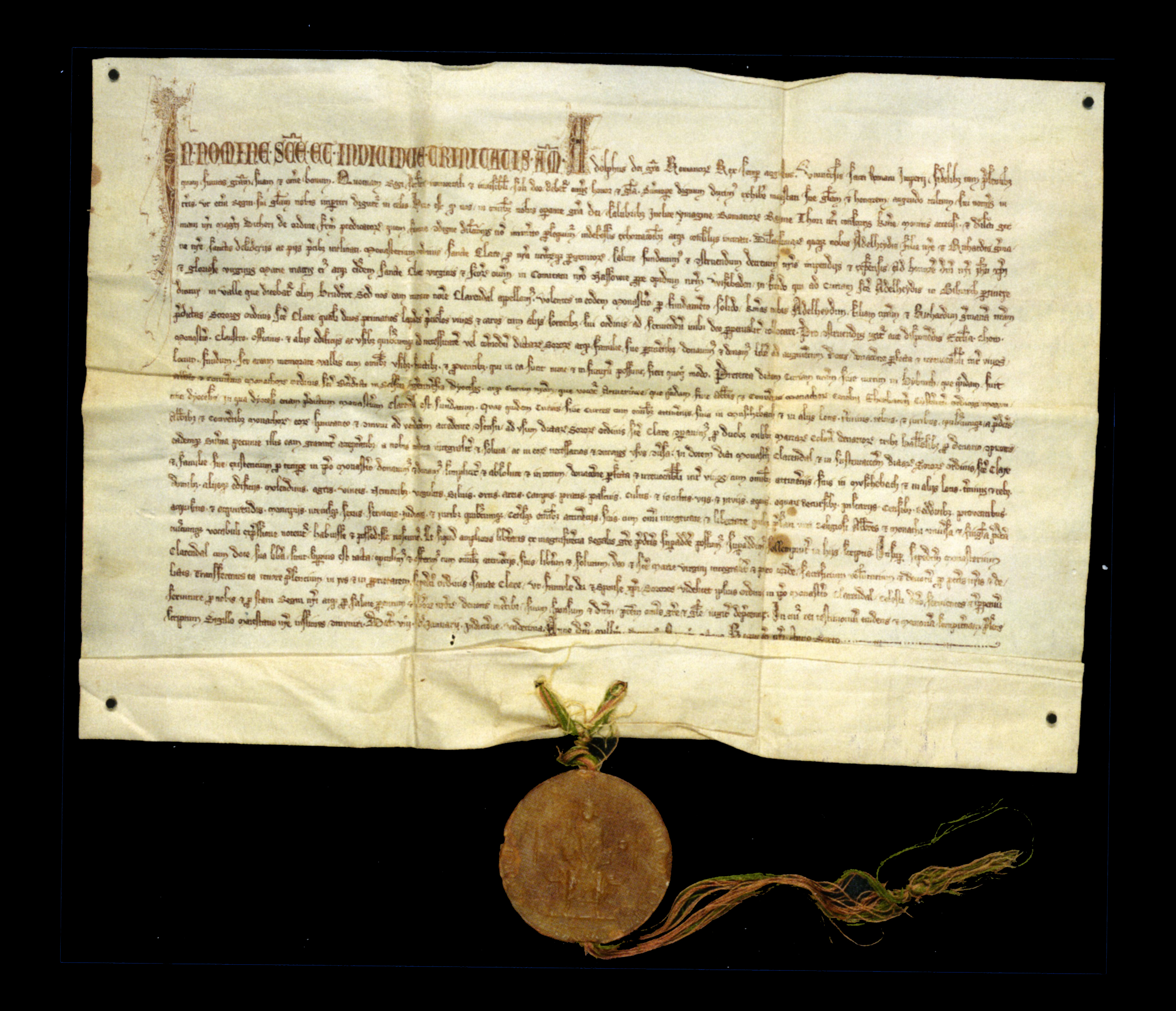
Gründungsurkunde für das Kloster vom 6. Januar 1298

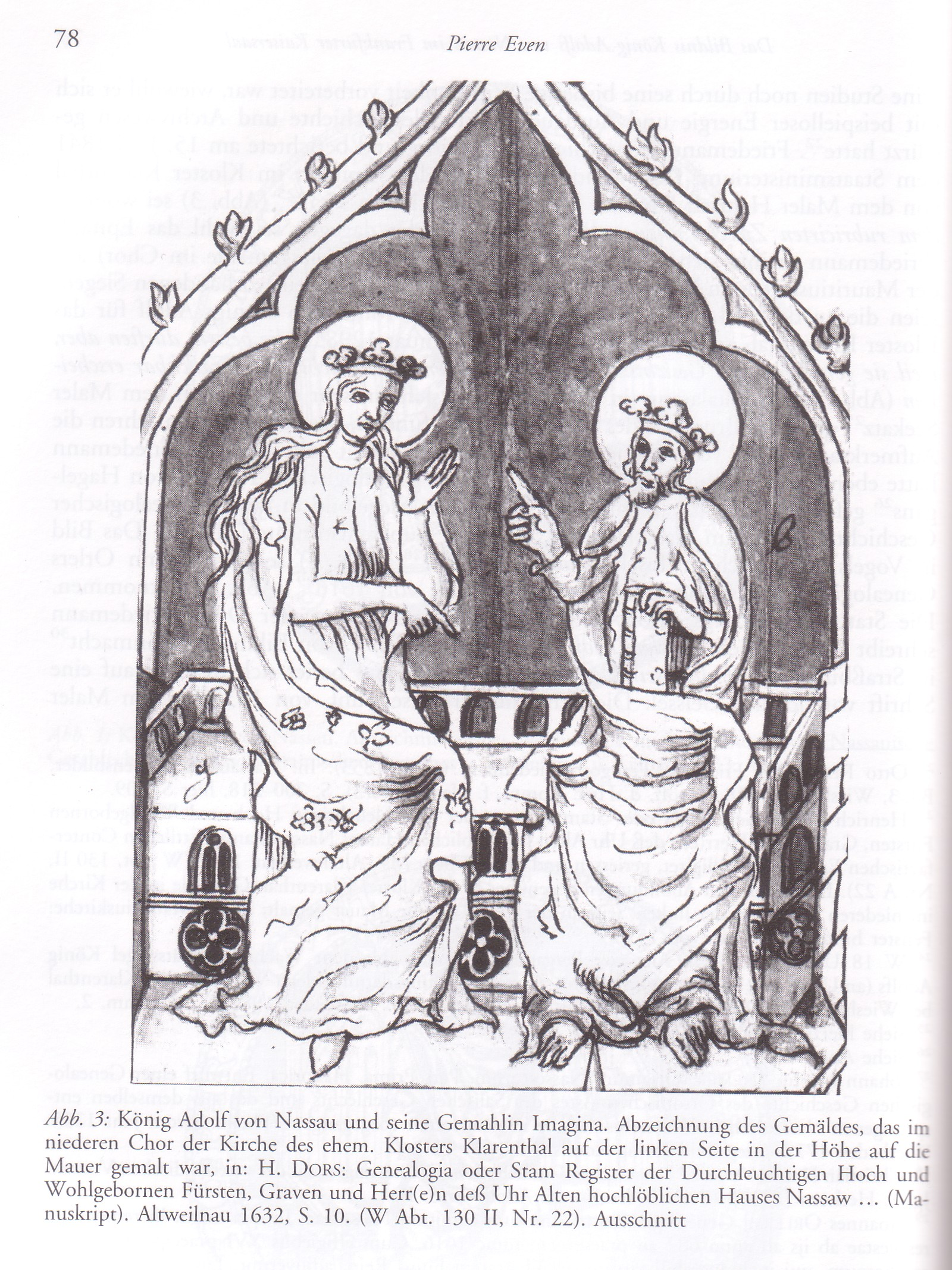
König Adolf von Nassau und seine Frau Imagina: Zeichnung nach einem Wandgemälde im Kloster Klarenthal von H. Dors 1632

Die Stiftungsurkunde des Klosters wurde am 6. Januar 1298 durch den nassauischen König Adolf (* vor 1250; † 2. Juli 1298) in Speyer erlassen. Nach der Urkunde soll der am 5. Mai 1292 zum römisch-deutschen König gekrönte Adolf auf Bitten seiner Gemahlin Imagina von Isenburg-Limburg das Kloster am 2. Februar 1296 gegründet haben. Die Grundsteinlegung soll am 29. September 1296 erfolgt sein. Ziel der Klostergründung war die Errichtung eines Hausklosters der walramischen Linie, dass eine vergleichbare Rolle wie das Kloster Altenberg für die ottonische Linie spielte. Neben dem Königspaar Adolf und Imagina gehörten Diether von Nassau und die beiden späteren Äbtissinnen Richardis von Nassau und Adelheid von Nassau zu Petenten der Gründungsurkunde. Vermutlich diente das Kloster als Witwensitz der Königin Imagina.
Das Kloster Klarenthal sollte als Grabstätte für das Haus Nassau dienen, Königin Imagina von Isenburg-Limburg und viele seiner Nachkommen wurden hier bis 1370 bestattet, bis nach der Teilung der Grafschaft Nassau die zentralen Kirchen der Residenzstädte der Teilgrafschaften zu bevorzugten Begräbnisplätzen avancierten. Als „Nachzügler“ wurde letztmals 1429 mit Graf Philipp I. von Nassau-Weilburg-Saarbrücken ein regierendes Mitglied des Hauses Nassau hier beigesetzt.
Das Kloster wurde auf einem Grundstück des Adelheidshof errichtet, das früher „Bruderrode“ hieß. Ursprünglich war der Adelheidshof der Wirtschaftshof des Klosters Selz für den Besitz in Biebrich und Mosbach (heute Teil von Biebrich). Der Hof wurde 1296 vom Zisterzienserkloster Eberbach erworben und gemeinsam mit dem Eberbacher Armenruhhof in Mosbach, zur Klostergründung, an König Adolf weiterverkauft. Klarenthal ist damit das einzige Nichtzisterzienserkloster an dessen Gründung Eberbach direkt beteiligt war. Vermutlich unterstützte das Kloster Eberbach, das Hauskloster der mit Nassau verbündeten Grafen von Katzenelnbogen, durch den Zwischenhandel König Adolf auch finanziell. Da das Kloster Klarenthal dem Frauenorden der Klarissen angehörte, deren Gründung auf die heilige Klara von Assisi zurückgeht, wurde es von Adolf und Imagina in Klarenthal umbenannt. Die Weihe des Klosters erfolgte wahrscheinlich erst 1304. Der zuständige Mainzer Erzbischof Gerhard II. von Eppstein gehörte zu den wichtigsten Gegnern König Adolfs und weigerte sich die Handlung vorzunehmen. Daher musste erst Papst Benedikt XI. am 29. November 1303 die Einweihung des Klosters anordnen. Viele adlige Frauen der Umgebung schlossen sich diesem Kloster an. Es war im Rheingau und in Rheinhessen begütert. Die Grafen von Nassau förderten das Kloster, indem sie ihm regelmäßig Güter zuwendeten.
Bei der Belagerung Wiesbadens durch König Ludwig IV. wurde das Kloster 1318 geplündert und zerstört, in den folgenden Jahren aber wieder aufgebaut. Hundert Jahre später, unter den Äbtissinnen Paze von Lindau (1412?–1422) und Gräfin Agnes von Hanau (1446?–1450) erreichte es seine Blütezeit. Wirtschaftlich konsolidiert, konnte es auch das Ensemble seiner Klostergebäude ausbauen und ausschmücken. Der Kreuzgang wurde neu gestaltet und die Kirche teilweise ausgemalt.
Die Mainzer Stiftsfehde (1461/1462) stellte dann einen schweren Rückschlag dar. Zwar war die Klosteranlage von den Zerstörungen selbst nicht betroffen, aber zahlreiche der Liegenschaften, aus denen das Kloster sein Einkommen erwirtschaftete, wurden zerstört.
Das Kloster erholte sich wirtschaftlich davon. Jedoch wurde es immer schwieriger, Nachwuchs zu gewinnen. Der Landadel, aus dem einstmals die meisten Nonnen kamen, geriet gegenüber dem Bürgertum wirtschaftlich immer mehr ins Hintertreffen und wollte oder konnte die hohen Eintrittsgelder für die Aufnahme in das Kloster nicht mehr zahlen. Auch litt der Ruf der Klöster im ausgehenden Mittelalter, so dass das mit einem Eintritt in das Kloster erlangte Sozialprestige litt. Auch die mittelalterliche Vorstellung, dass die im Kloster lebenden Mitglieder einer Familie für die Verstorbenen dieser Familie beteten und damit ihrer Familie wertvolle Dienste leisteten, verblasste. Die Reformation, die sich vom klösterlichen Leben abwandte, versetzte diesem dann in den protestantisch gewordenen Gebieten den Todesstoß, weil sie das Einziehen der Klöster durch die Landesherren legitimierte.
Ab 1553 unternahm Graf Philipp III. von Nassau-Weilburg Schritte, um das Kloster aufzulösen. Zunächst ließ er die dort aufbewahrten Urkunden und Unterlagen sicherstellen. Zudem verhinderte er, indem er seine erforderlichen Bewilligungen nicht mehr erteilte, dass das Kloster noch Nachwuchs aufnehmen oder eine neue Äbtissin wählen konnte. Er betrieb also eine Politik des personellen Austrocknens. Die verbliebenen fünf Nonnen reagierten darauf, indem sie dem Grafen den Vorschlag unterbreiten, das Kloster zu verlassen, wenn er sie entsprechend auszahlen würde, was dann auch bis 1559 geschah. Das aber hob das Kloster juristisch noch nicht auf, denn nach dem Augsburger Interim benötigte der Graf dafür die päpstliche Zustimmung, die zu erhalten er keinerlei Aussicht hatte. Gleichwohl wurde das Kloster 1559 säkularisiert.

## Folgenutzung

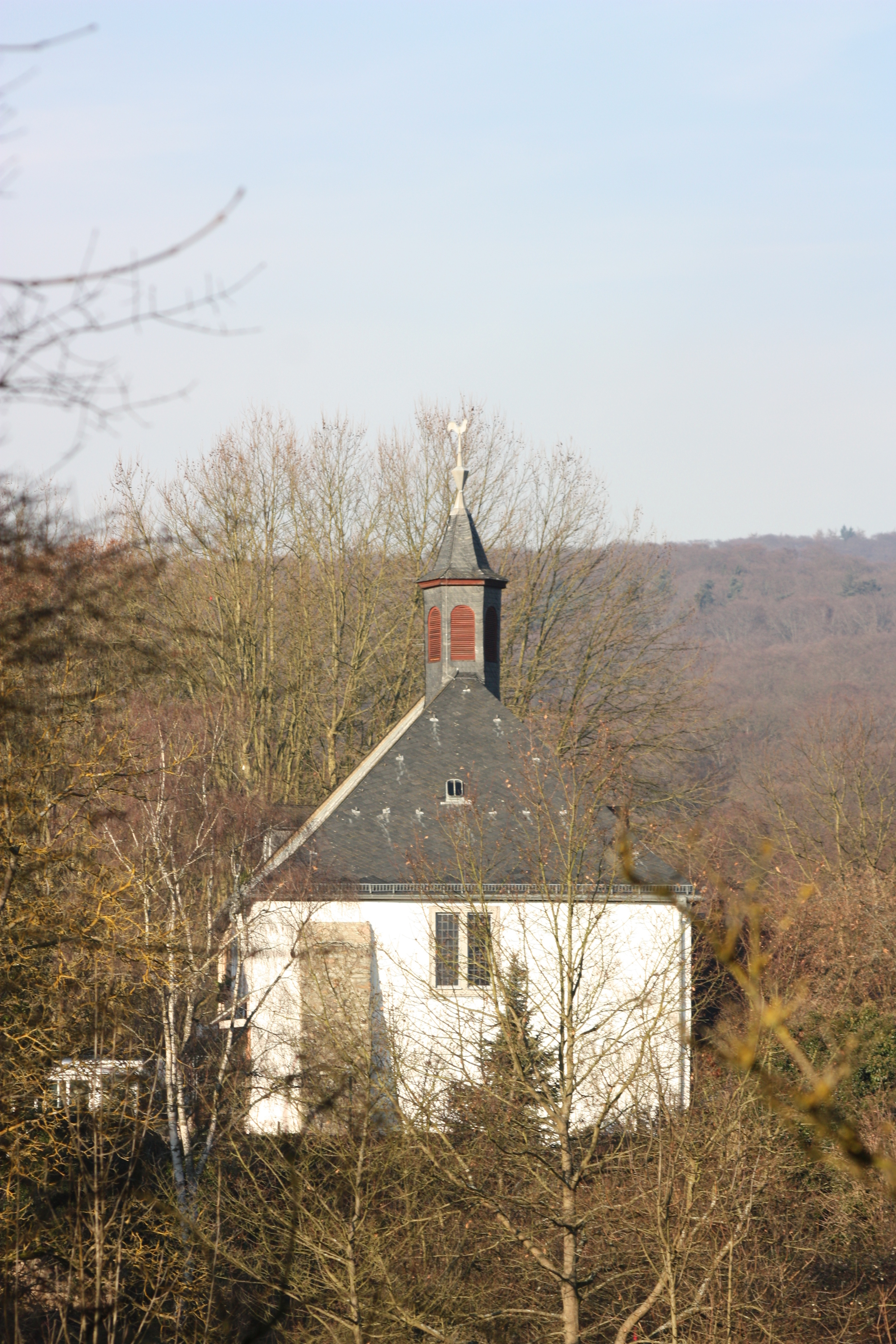
Die evangelische Kapelle im Bereich des ehemaligen Klosters

Zunächst wurden aus dem Vermögen des Klosters Arme unterstützt, Pfarrer und Lehrer aus der Grafschaft besoldet. 1607 wurde die Anlage dann durch Graf Ludwig II. in ein Landeshospital umgewandelt. 1632 oder 1650 wurden die Epitaphien der nassauischen Grafen und ihrer Verwandten abgebaut, in der Mauritiuskirche in Wiesbaden aufgestellt und dort bei deren großem Brand 1850 zerstört. Im Dreißigjährigen Krieg wurden die Gebäude des Klosters schwer beschädigt, die Kirche war ohne Dach, verfiel zur Ruine und wurde schließlich 1756 abgerissen. Während des Dreißigjährigen Krieges wurde die Anlage noch einmal als Kloster der Jesuiten genutzt, die aber 1650 auch wieder weichen mussten. 1706 wurde hier eine Manufaktur für Spiegelglas eingerichtet, die bis 1723 bestand, als ein Feuer die Anlage schwer beschädigte. Ab 1724 nutzte daraufhin eine Papiermühle die Anlage. Sie bestand bis 1840 als erneut ein Brand auch diese Nutzung beendete und die Gebäude erneut beschädigte. 1730 erhielt die kleine Siedlung, die sich um die Fabrikation gebildet hatte, eine Kapelle, die vom Pfarrer aus Wiesbaden mit versehen wurde. Im Jahr 1940 wurde der sogenannte „Äbtissinbau“ im Süden der einstigen Anlage, wohl ursprünglich ein Hospital, als letztes vorhandenes Gebäude aus der Klosterzeit abgerissen.

## Spuren
Von den ursprünglichen Klostergebäuden ist nach den wiederholten Zerstörungen sichtbar nur wenig erhalten. Die heute bestehenden Gebäude nutzen aber teilweise Fundamente der Klostergebäude und an einigen Stellen ist auch im aufgehenden Mauerwerk noch mittelalterliches erhalten bis hin zu einigen Arkaden des Kreuzgangs. Auch sind an der einen oder anderen Stelle Spolien zu sehen. Am meisten dürfte allerdings – unsichtbar – noch als archäologischer Befund erhalten sein. Auf Feldern des alten Klosterguts Klarenthal wurde seit 1966 die Wohnsiedlung Wiesbaden-Klarenthal errichtet, deren Namen sich von dem ehemaligen Kloster ableitet.

## Äbtissinnen

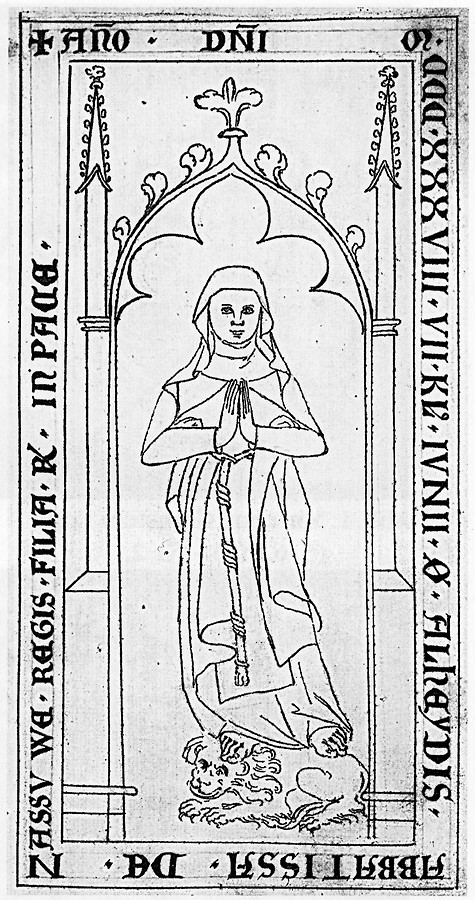
Äbtissin Adelheid von Nassau († 1338)

| Äbtissin                                          | Amtszeit              | Anmerkung                                                                                |
| ------------------------------------------------- | --------------------- | ---------------------------------------------------------------------------------------- |
| Gräfin Richardis von Nassau                       | bis 1311              | Schwester des Klosterstifters, König Adolf                                               |
| Gräfin Adelheid von Nassau                        | 1311–1338             | Tochter des Klosterstifters, König Adolf                                                 |
| Imagina I.                                        | 1338? – 1347          |                                                                                          |
| Katherina                                         | 1348–1350?            |                                                                                          |
| Jutta I. von Laurenburg                           | 1350? – 1353?         |                                                                                          |
| Gräfin Agnes von Nassau                           | 1353–1356             |                                                                                          |
| Imagina II.                                       | 1356? – nach 1360     |                                                                                          |
| Gräfin Gele von Nassau                            | in den 1360er Jahren  |                                                                                          |
| Jutta II. von Laurenburg                          | 1360er / 1370er Jahre |                                                                                          |
| Gräfin Margarethe von Nassau                      | 1370er / 1380er Jahre | insgesamt 16 Jahre                                                                       |
| Paze von Hofheim                                  | 1380er – 1390er Jahre | insgesamt 6 Jahre                                                                        |
| Cecilia                                           | 1390er – 1400er Jahre | aus dem Mainzer Patriziat                                                                |
| Paze von Lindau                                   | 1412? – 1422          |                                                                                          |
| Gräfin Agnes von Hanau                            | 1422–1446             | Ihre Schwester Adelheid war ebenfalls Nonne in Klarenthal                                |
| Margarethe von Eppstein                           | 1446–1450             |                                                                                          |
| Sophie von Bernbach                               | 1450–1453             |                                                                                          |
| Gräfin Bertha von Nassau                          | 1453–1457             |                                                                                          |
| Margarethe von Scharfenstein                      | 1457–1466             |                                                                                          |
| Wild- und Rheingräfin Katharina von Dhaun-Kyrburg | 1466–1473             | Tochter des Rhein- und Wildgrafen Johann IV. und der Gräfin Elisabeth von Hanau († 1446) |
| Gräfin Margarethe von Nassau                      | 1473–1486             |                                                                                          |
| Sophie von Hunolstein                             | 1486–1508             |                                                                                          |
| Schenkin Magdalena von Erbach                     | 1508–1512             |                                                                                          |
| Margarete von Dehrn                               | 1512–1518             |                                                                                          |
| Gräfin Maria von Hanau-Lichtenberg                | 1518–1525             |                                                                                          |
| Anna Brendel                                      | 1525–1553             | aus Homburg                                                                              |